# Linas Linkevičius
Linas Antanas Linkevičius, né le 6 janvier 1961 à Vilnius, est un homme d'État lituanien membre du Parti social-démocrate lituanien (LSDP) jusqu'en 2017.
Il est ministre des Affaires étrangères de 2012 à 2020.

## Biographie

### Engagement politique
Il rejoint en 1991 le Parti lituanien démocrate du travail (LDDP) et se fait élire en 1992 député au Seimas. Le 28 octobre 1993, à 42 ans, il devient ministre de la Défense nationale dans le gouvernement de coalition du démocrate travailliste Adolfas Šleževičius, poste où il est reconduit par Laurynas Stankevičius, également issu du LDDP, le 23 février 1996.
Contraint de quitter ses fonctions dès le 19 novembre suivant, il est choisi en 1997 comme ambassadeur de la Lituanie auprès de l'OTAN. Il revient cependant au gouvernement, toujours au ministère de la Défense nationale, le 27 octobre 2000, dans la coalition du libéral Rolandas Paksas. Après avoir rejoint le LSDP, il est reconduit le 4 juillet 2001 par le nouveau Premier ministre social-démocrate Algirdas Brazauskas.
À la suite des élections législatives de 2004, il quitte de nouveau l'exécutif et retrouve en 2005 ses fonctions diplomatiques à l'OTAN. En 2011, il est désigné comme ambassadeur en Biélorussie.
Le 13 décembre 2012, il est nommé ministre des Affaires étrangères dans le gouvernement de coalition du social-démocrate Algirdas Butkevičius.